# 2002 en informatique
2001 en informatique - 2002 - 2003 en informatique
Cet article présente les principaux évènements de 2002 dans le domaine informatique

## Événements

### États-Unis
- Février 2002 : lancement du projet Federal Enterprise Architecture de renouvellement de l'architecture informatique du gouvernement fédéral américain.
- Mai 2002 : sortie de OpenOffice 1.0
- Fusion de Compaq avec Hewlett-Packard

### Union européenne
- Novembre 2002 : Adoption de la CORES resolution sur les registres de métadonnées dans l'Union européenne.
- Début du développement du moteur de blogue Dotclear.

## Standards
- Décembre : Annonce de XPDL 1.0.

## Prix
- Prix Turing en informatique : Ronald L. Rivest, Adi Shamir et Leonard M. Adleman (Voir RSA)
- Prix Knuth : Christos Papadimitriou